# دوقية بروسيا
دوقية بروسيا (بالألمانية: Herzogtum Preußen) دوقية في الجزء الشرقي من بروسيا 1525-1701. وكان هذا أول دوقية بروتستانتية (اللوثرية) ذات غالبية سكانية ناطقة بالألمانية، فضلا عن أقليتين بولندية ولتوانية. في نصوص قديمة باللاتينية، كان المصطلح بروتينيا (Prutenia) يشير على حد سواء إلى بروسيا الدوقية، وجارتها الغربية بروسيا الملكية، وسلفهما المشترك بروسيا التوتونية. وكانت صفة الاسم «بروتيني».
في عام 1525 خلال الإصلاح البروتستانتي، ألبرشت القائد الأعلى للفرسان التوتونيين، علمن أراضي الرهبانية البروسية، وأصبح ألبرشت، دوق بروسيا. وقد تم تأسيسها، وإقطاعية من التاج من بولندا: دوقية له، والذي كان رأس ماله في كونيغسبيرغ. نشأت إقطاعية تتبع مملكة بولندا. وورثها آل هوهنتسولرن الأمراء الناخبين لمرغريفية براندنبورغ في سنة 1618. أشير لهذا الاتحاد الشخصي ببراندنبيرغ بروسيا. حقق فريدرش فلهلم ناخب براندنبورغ الأكبر، السيادة الكاملة على الأراضي بمعاهدة برومبيرغ سنة 1657، وهو ما أكده في معاهدة أوليفا 1660. ترقت دوقية بروسيا إلى مملكة بروسيا في عام 1701.